# Nová Francie
Nová Francie (francouzsky Nouvelle-France) je označení pro území kolonizovaná Francií v Severní Americe v letech 1534–1761. Kolonizaci zahájil Jacques Cartier svými výzkumy zálivu svatého Vavřince. V době svého největšího rozmachu (1712, před Utrechtskou smlouvou) se Nová Francie členila na 5 kolonií (Kanada, Acadia, Hudsonův záliv, Newfoundland a Louisiana) a sahala od zálivu svatého Vavřince a Hudsonova zálivu až po Mexický záliv. V roce 1763 Francie postoupila Velké Británii a Španělsku téměř veškeré území Nové Francie, které jí v té době zbývalo. Ponechala si pouze ostrovy Saint-Pierre a Miquelon-Langlade).

## Významné osobnosti
- Samuel de Champlain – zakladatel kolonie
- Étienne Brûlé – jeden z prvních průzkumníků
- Jean de Brébeuf – mučedník
- Denis Jamet – františkánský misionář
- Joseph Le Caron – františkánský misionář
- Jean Dolbeau – františkánský misionář
- Nicolas Viel – františkánský misionář
- Gabriel Sagard – františkánský misionář, první kanadský dějepisec, tvůrce slovníku wajandotštiny (huronštiny)
- Charles Jacques Huault de Montmagny – nástupce Champlainův v čele kolonie, z překladu jeho jména (Velkohorský) do irokézských jazyků (Onontio) se vyvinulo jejich pojmenování francouzských guvernérů
- Charles Raymbault – jezuitský misionář
- Isaac Jogues – jezuitský misionář
- François-Xavier de Montmorency-Laval – první québecký biskup
- Pierre Millet – jezuitský misionář
- Alexandre de Prouville de Tracy – vojenský velitel, vytlačil Irokézy z údolí řeky sv. Vavřince
- Jean Baptiste Talon – intendant, kmotr Jeana Bissota, tvůrce nové hospodářské politiky kolonie (podpora přírůstku populace)
- Daniel de Rémy de Courcelle – generální guvernér
- Pierre Boucher – první kanadský osadník povýšený do šlechtického stavu,, jeden z prvních guvernérů Trois-Rivières
- René Gaultier de Varennes – jeden z prvních guvernérů Trois-Rivières, otec La Vérendryeho
- François Byssot de la Rivière – jeden z prvních kolonistů zaměřujících se na oblast Labradoru (Mingan)
- Vincent Basset Du Tartre – chirurg pluku markýze de Tracyho
- Pierre de Saurel – kapitán pluku markýze de Tracyho
- Alexandre Berthier – kapitán pluku markýze de Tracyho
- Jacques Duchesneau de la Doussinière et d'Ambault - intendant
- Daniel Greysolon, Sieur du Lhut – voják a průzkumník
- Jean de Lamberville – jezuitský misionář u Irokézů
- Jacques Marquette – průzkumník a jezuitský misionář, společník Louise Jollieta
- Louis Jolliet – průzkumník, objevitel Mississippi, společník Jacquese Marquetta
- René Robert Cavelier de La Salle – nejslavnější objevitel v povodí Mississippi
- Louis de Buade de Frontenac – generální guvernér, zakladatel pásma pevnůstek
- Médard Chouart des Groseilliers – průzkumník, jeden ze zakladatelů HBC
- Pierre-Esprit Radisson – průzkumník, švagr Médarda Chouarta
- Nicolas Perrot – průzkumník, objevitel, místní velitel, obchodník, tlumočník
- Jacques-Rene de Brisay de Denonville – generální guvernér pokoušející použít proti Irokézům ofenzivní strategii
- Kondiaronk – huronský náčelník, spojenec Francouzů proti Irokézům
- Louis-Hector de Callière – generální guvernér, spolusignatář montrealské smlouvy
- Pierre Le Moyne, Sieur d'Iberville – voják, pirátský kapitán, rytíř Řádu svatého Ludvíka, zakladatel Louisiany, bratr Bienvillův
- Jean-Baptiste Le Moyne, Sieur de Bienville – bratr Ibervillův, zakladatel Nového Orléanu
- Antoine de Lamothe-Cadillac – průzkumník, lovec kožešin, zakladatel Detroitu, guvernér Louisiany
- Jean Baptiste Bissot, Sieur de Vincennes – voják, švagr Louise Jollieta, syn F. B. de la Rivière, přítel Miamiů
- François-Joseph Bissot – lodivod, québecký měšťan, syn F. B. de la Rivière, co-seigneur Minganu
- Philippe de Rigaud, Marquis de Vaudreuil – generální guvernér
- Charles de la Boische, Marquis de Beauharnois – generální guvernér
- François de Beauharnois de la Chaussaye – intendant, bratr markýze de Beauharnois
- Pierre Gaultier de Varennes, sieur de La Vérendrye – vojenský důstojník, průzkumník, obchodník s kožešinami
- Jacques-Charles Renaud Dubuisson – voják, stavitel pevnůstek
- François-Marie Bissot, Sieur de Vincennes – průzkumník a voják, stavitel pevnůstek, syn J.-B. B. de Vincennes
- Jacques-Pierre de Taffanel de la Jonquière – generální guvernér známý jako Markýz de la Jonquière
- Michel-Ange Duquesne de Menneville – generální guvernér, snažící se čelit Angličanům v oblasti dnešního Pittsburghu, známý jako Markýz Duquesne
- Louis-Joseph de Montcalm – vojevůdce bránící Novou Francii před útoky Britů během sedmileté války
- Pierre François de Rigaud, Marquis de Vaudreuil-Cavagnal – poslední generální guvernér